# Proteinske metode
Protein metode su tehnike koje se koriste za studiranje proteina.
Postoji niz eksperimentalnih metoda za studiranje proteina, npr. za detektovanje proteina, za izolovanje i prečišćavanje proteina i druge metode za karakterisanje strukture i funkcije proteina. Za primenu ovih metoda često je neophodno da se prvo prečisti protein. Računarske metode tipično koriste kompjuterske programe za analizu proteina. Mnoge eksperimentalne metode koriste kompjutersku analizu obradu sirovih podataka (npr. masena spektrometrija).
Eksperimentalna analiza proteina tipično počinje izražavanjem i prečišćavanjem proteina. Izražavanje se ostvaruje manipulusanjem DNK koja kodira protein(e) od interesa. Iz tog razloga za proteinska analizu su obično neophodne DNK metode, posebno kloniranje. Drugi primeri su
- konceptualna translacija - mnogi proteini nikad nisu bili direktno sekvencirani, ali su njihove aminokiselinske sekvence poznate putem "konceptualne translacije" poznate iRNK sekvence.
- mutageneza usmerena na položaj omogućava formiranje i testiranje novih varijanti proteina radu određivanja uticaja strukturnih promena na funkciju proteina.
- umetanje proteinskih oznaka kao što je His oznaka. (pogledajte zeleni fluorescentni protein)
- Proteini koji učestvuju u ljudskim bolestima se mogu identifikovati nalaženjem alela bolesti i drugih fenotipskih karakteristika koristeći metode kao što je proračun LOD bodovanja.

## Detekcija proteina
- mikroskopija, proteinsko imunobojenje
- Proteinska imunoprecipitacija
- Imunoelektroforeza
- Imunobloting
- BCA proteinski test (za merenje koncentracije proteina)
- Vestern blot
- Spektrofotometrija
- Enzimski test

## Proteinsko prečišćavanje
- Proteinska izolacija
  - Hromatografski metodi: jonska razmena, ekskluziona hromatografija, afinitetna hromatografija
- Proteinska ekstrakcija i rastvaranje
- Metodi za određivanje proteinske koncentracije, Bradfordov proteinski test
- Koncentrisanje proteinskih rastvora
- Gelna elektroforeza
- Elektrofokusiranje

## Proteinska struktura
- Rendgenska kristalografija
- Proteinski NMR

## Protein-Protein interakcije
- Kvaščev dvohibridni sistem
- Test komplementacije proteinskih fragmenata
- Koimunoprecipitacija
- Afinitetna hromatografija i masena spektrometrija

## Protein-DNK interakcije
- ChIP-na-čipu
- sekvenciranje
- Mikroskalna termoforeza

## Računarske metode
- Molekulska dinamika
- Predviđanje proteinske strukture
- Poravnavanje sekvenci (poređenje sekvenci, uključujući BLAST)
- Strukturno poravnavanje proteina
- Proteinska ontologija (Ontologija gena)

## Druge metode
- Vodonično-deuterijumska razmena
- Masena spektrometrija
- Proteinsko sekvenciranje
- Proteinska sinteza
- Proteomika
- Uzimanje peptidnih masenih otisaka (engl. Peptide mass fingerprinting)
- Test vezivanja liganda
- Istern bloting
- metaboličko obeležavanje
  - obeležavanje teškim izotopima
  - obeležavanje radioaktivnim izotopima